# Strychnos minor
Strychnos minor är en tvåhjärtbladig växtart som beskrevs av August Wilhelm Dennstedt. Strychnos minor ingår i släktet Strychnos och familjen Loganiaceae. Utöver nominatformen finns också underarten S. m. thorelii.